# Utica (ort i Colombia)
Utica är en ort i Colombia.   Den ligger i departementet Cundinamarca, i den centrala delen av landet, 80 km nordväst om huvudstaden Bogotá. Utica ligger 503 meter över havet och antalet invånare är 2 945.
Terrängen runt Utica är kuperad åt sydost, men åt nordväst är den bergig. Utica ligger nere i en dal. Runt Utica är det ganska tätbefolkat, med 67 invånare per kvadratkilometer. Närmaste större samhälle är Guaduas, 18,4 km sydväst om Utica. Omgivningarna runt Utica är huvudsakligen savann.